# 취리히 디자인 박물관

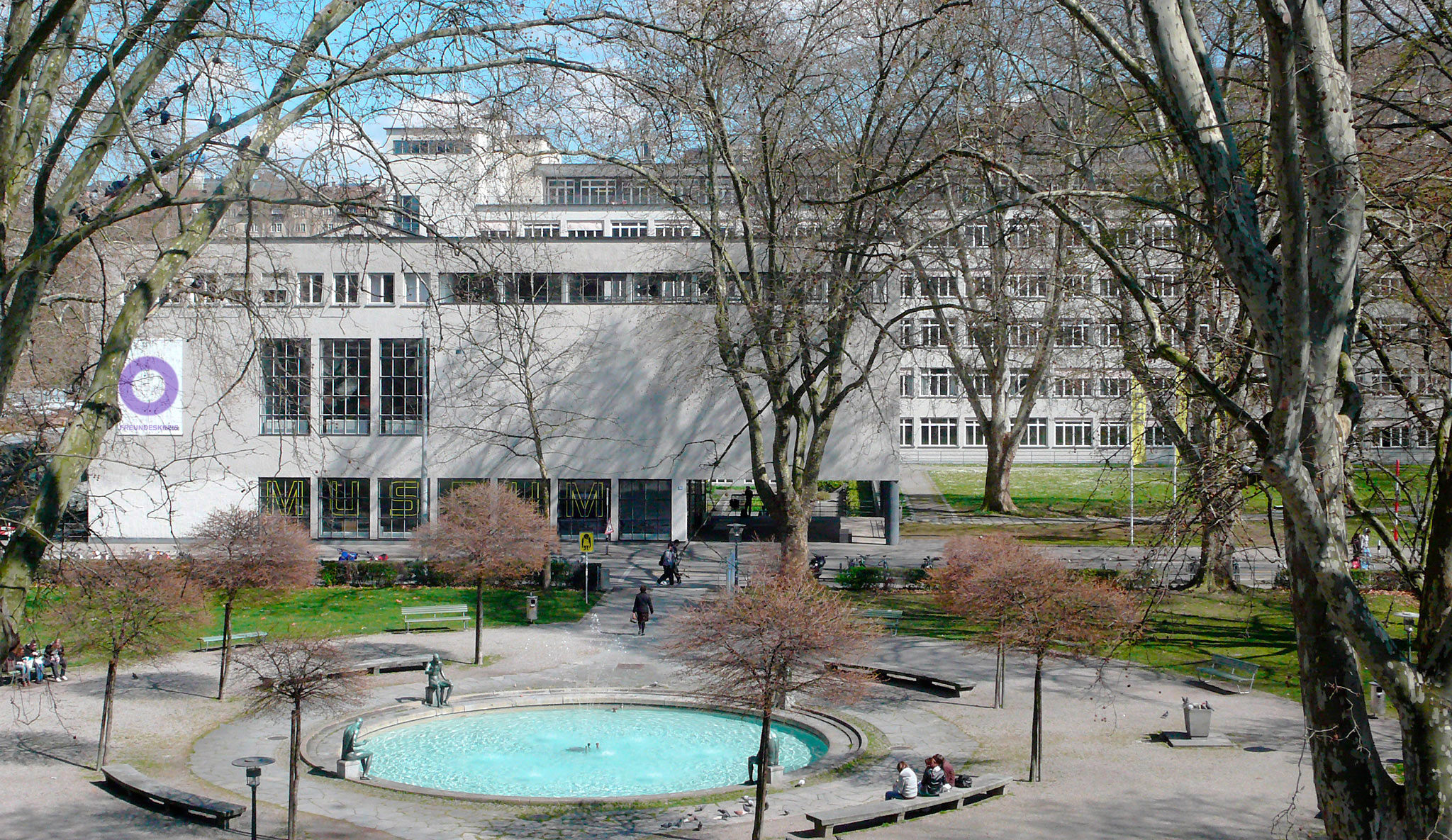
디자인 박물관

취리히 디자인 박물관(독일어: Museum für Gestaltung Zürich)은 취리히에 위치한 박물관이다. 산업 디자인, 시각 디자인, 건축, 공예 등을 주제로 삼고 있다. 취리히 예술대학교 (ZHdK)의 문화분석부 부속 기관이기도 하다. 박물관이 소장한 포스터, 그래픽, 디자인, 응용미술의 네 가지 방대한 컬렉션은 전세계적으로 중요한 것들이 많다.
취리히 5구의 취리히 중앙역과 인접해 있으며, 박물관 본관과 그 반대편에 있는 '리마트스트라세'관 (Limmatstrasse, 포스터류), '푀를리북스트라세'관 (Förrlibuckstrasse, 디자인류와 그래픽류)으로 구성되어 있다. 이밖에도 취리히호 인근에 옛 별장을 개조해 만든 벨레리베 박물관을 운영하고 있으며 여기서는 응용미술 관련 소장품을 전시하고 있다.